# Switch On!
『Switch On!』（スウィッチ・オン）は、土屋アンナの14枚目のシングル。2011年11月23日にavex entertainmentから発売された。

## 概要
前作「UNCHAINED GIRL」から約3か月でのリリースとなる、2011年2作目のシングル。初回限定盤には「Switch On!」のPVを収録したDVDが収録されている。
表題曲「Switch On!」は、『仮面ライダーフォーゼ』のオープニングテーマとして使用され、土屋は本作品について「40周年という記念すべき時の主題歌がほんとに私でいいの」と語った。また『CDジャーナル』は、「土屋アンナのパワフルで元気なロックが、ライダー版青春学園ドラマを彩る」と評した。

## 収録曲
1. Switch On! [3:21]
作詞：藤林聖子、作曲・編曲：tatsuo）
『仮面ライダーフォーゼ』オープニングテーマ
2. Switch On!Rock'n Roll States edit. [3:09]
作曲：tatsuo、編曲：原田ナオ
3. Switch On! Space Techno States edit. [3:52]
作曲：tatsuo、編曲：生田真心
4. Switch On!（instrumental）

DVD（初回限定盤のみ）
1. 『Switch On!』Music Clip